# Ванадзор
Ванадзор (на арменски: Վանաձոր) е град в Армения, административен център на провинция Лори. Предишни имена: до 1935 Караклис, 1935 – 1993 Кировакан. Ванадзор е с население от 86 199 жители (2011 г.), което го прави трети по население в Армения. Разположен е на 1424,60 м н.в. Телефонният му код е 322.